# Triclistus propinquus
Triclistus propinquus là một loài tò vò trong họ Ichneumonidae.